# リアルパンチャー

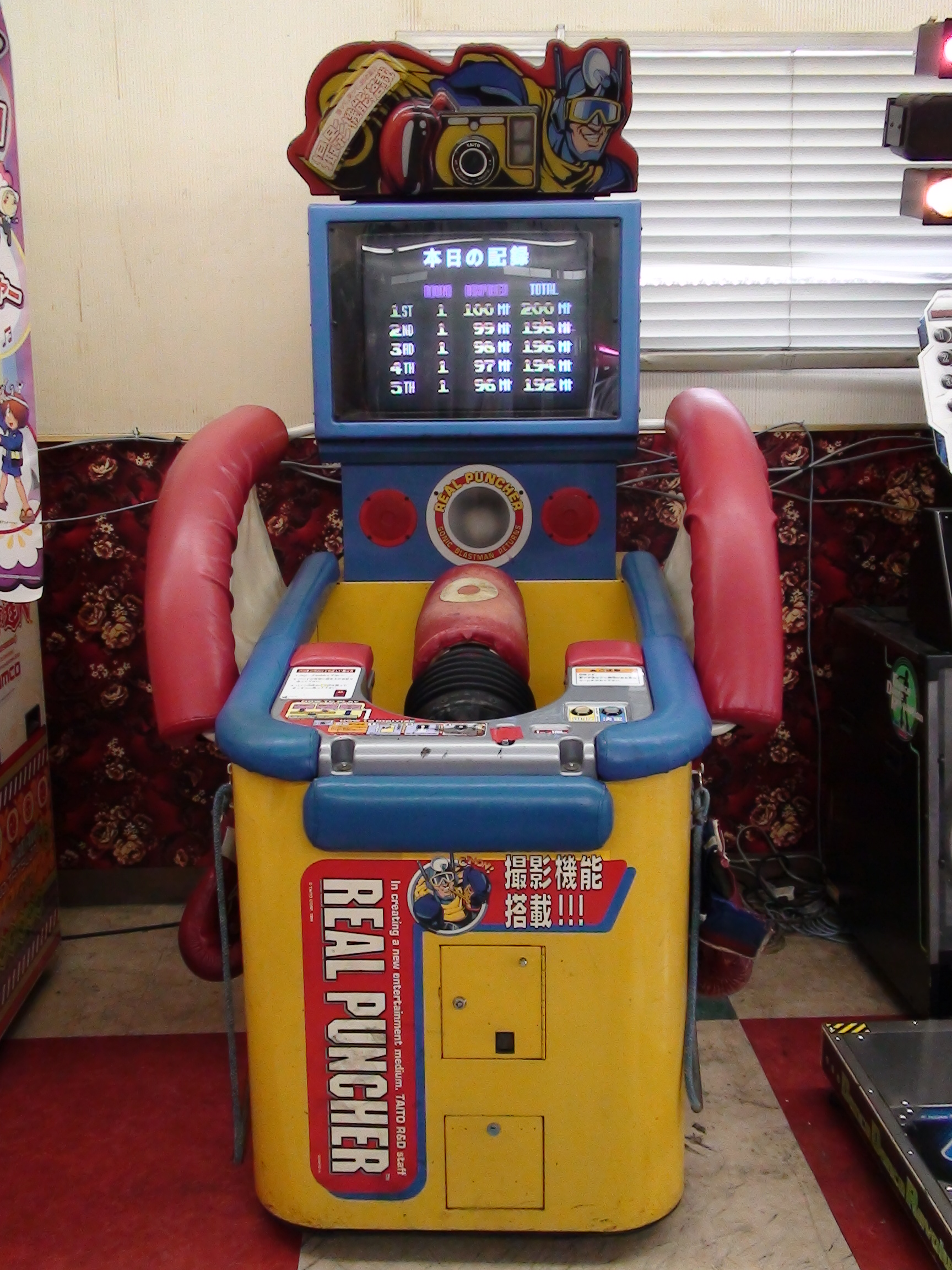
リアルパンチャー筐体

『リアルパンチャー』（REAL PUNCHER）とは、タイトーが1994年に販売したゲームセンター向けのアーケードゲーム。筐体の打撃目標を殴ることで、その強さを測定するパンチングゲーム。

## 概要
前作『ソニックブラストマン』のゲーム性を継承し、安全性の向上と新たなモードを搭載した。デモ画面でBLASTMAN RETURNSと表示されていることから、ブラスト2とも呼ばれている。前作同様、今回もスーパーソニックブラストマンが主人公でストーリーを進める。
今作では筺体にCCDカメラが搭載され、プレイ開始前にカメラで顔写真を撮ると、撮影された画像をゲーム中に使用することが出来る。また対戦モードが搭載され、2人でパンチ力を競うことができるようになった。今作より打撃対象の的が、従来のステンレスと板張りタイプの物から、ウレタン樹脂で加工した円柱型の物へと変更し、大幅に軽量化することで怪我防止の効果を発揮した。

## 特徴
本作では3つのモードで遊ぶことができる。

### 悪い奴を倒すゲーム
前作『ソニックブラストマン』同様、プレイヤーが3発殴り、ミッションを達成させるゲーム。3発の合計値がクリアに必要なノルマを超えていればステージクリアとなる。本作でもステージは5つあり、プレイヤーは難易度に応じて選択することができる。

### 顔を撮影するゲーム
本作初登場。通常のストーリーモードに入る前に、筺体に付属されているカメラで顔写真を撮影し、そこで撮影された画像が悪役の顔として使用されるモードである。自分の顔や友人の顔を撮影し、ボコボコに殴るといった遊び方ができる。なお顔写真を撮影しゲーム中で使用する以外は、通常の悪い奴を倒すゲームと同様の遊び方である。

### 1P VS 2P
本作初登場。2人分のお金を投入することで、2人対戦ができる。ゲーム開始前にそれぞれの顔写真を撮影し、プレイヤーが交互にひたすら殴りまくるというゲームである。

## 遊び方
お金を入れると筐体の打撃目標でもあるパッドが起き上がる。プレイヤーは筐体付属のグローブでパッドを殴ると、その強さがスコアとして表示される。本作でも高いパンチ力を出した場合、ランキングに記録される。単発最高値と合計最高値のベスト5がデモ画面にて流れるが、電源を切るとリセットされてしまう。なおここで算出されるスコアは、実際のパンチの重さとは異なりパッドが倒れる際の速度によって計測されている。そのため力さえあれば高いスコアが出るのではなく、慣れやコツなどが上達の近道と言われている。

### 注意事項
本作ではコイン投入後すぐに注意事項のテロップが流れる。「グローブをつけてください」「パッドはまっすぐ中心を殴ってください」といった表示とともに、フックではなくストレートで殴ることをお願いするアニメーションが流れる。これは前作で危険な遊び方をするプレイヤーが多かったことから、注意告知を強化した。

## 5つのステージ
本作では、難易度別に5つのステージが用意されている。なお「顔を撮影するゲーム」を選択した場合、ステージのシチュエーションはそのままで、悪役の顔の部分だけ撮影した画像に入れ替わっている。
1 成金野郎が商談に来た!3発殴って倒せ!
「君の着ている服を売ってくれ」と商談に来た成金野郎が相手。クリアノルマを越えられないとブラストマンは服を奪われ裸にされる。クリアノルマ270Mt。
2 暴走族が女性を襲っている!3発殴って倒せ!
暴走族が鉄棒を振り回して襲い掛かってくる。クリアノルマを越えると暴走族を制裁できるが、越えられないと鉄棒でボコボコにされてしまう。クリアノルマ310Mt。
3 奇怪なロボットが街で暴れている!3発殴って倒せ!
クリアノルマを越えられないとロボットに踏みつぶされてペラペラになってしまう。逆にノルマを超えるとロボットの爆発で街が壊滅する。クリアノルマ360Mt。
4 大怪獣ガメゴン現る!3発殴って倒せ!
クリアノルマを越えるとブラストマンが怪獣を焼いて食べるが、越えられないと怪獣にもてあそばされてしまう。クリアノルマ410Mt。
5 アンドロイドが侵略して来た!3発殴って倒せ!
クリアノルマを越えられないと大量のアンドロイドによって侵略されてしまう。クリアノルマ430Mt。

## 設置店
発売から相当年月が経っていることに加え、新作ソニックブラストヒーローズが発売されたこともあり、現在ではほとんど見かけなくなった。なおかつてはアメリカやヨーロッパなどの海外のゲームセンターでも設置されていた。

## メンテナンス
このゲームは発売から25年以上も経っているため、すでにタイトーによる故障時の部品交換のサービスを終了している。現在では故障すると修理が難しく、カメラが故障し撮影モードで撮影ができないものや、グローブやパッドがボロボロの店も存在する。こうしたメンテナンスの差により、店舗によってはスコアが出やすかったり出にくいといった、パンチ力測定に個体差が生じている。